# 赤線
赤線（あかせん）は、GHQによる公娼廃止指令（1946年）から、売春防止法の施行（1958年）までの間に、半ば公認で売春が行われていた日本の地域である。赤線区域、赤線地帯などとも。

## 概要
1946年1月、GHQは民主化改革の一環として、日本政府に公娼制度（貸座敷・娼妓）の廃止を要求し、これに基づき戦前からの取締法令が廃止された。女性を前借金で拘束する人身売買を禁止しようとしたものである。1月21日、GHQは公娼を容認する一切の法規撤廃について覚書。2月2日、内務省は娼妓取締規則を廃止した（省令）。しかし、これが街娼の増加を招いた。1月28日、警視庁は「夜の女」18人を初検挙、以後くりかえし「狩り込み」・検診を実施した。
東京では吉原、新宿二丁目などの貸座敷（遊廓）や、玉の井（東京都墨田区東向島）、鳩の街（東京都墨田区東向島）、洲崎（東京都江東区）などの銘酒屋の看板を変え、飲食店などとして風俗営業許可を取ることになり、娼妓・私娼は女給になった（東京はカフェー、大阪では料亭など、地域によって異なる）。
戦前から警察では、遊郭などの風俗営業が認められる地域を、地図に赤線で囲んで表示しており、これが赤線の語源であるという。終戦後のカストリ雑誌などでは「特飲街」（特殊飲食店街の略）という表現が用いられており、「赤線」という言葉が一般的になったのは、区域外への進出や人身売買事件などが大きな問題になった1950年代以降である。
1950年に大田区武蔵新田のカフェー業者が池上に進出しようとして反対運動となり（池上特飲街事件）、参議院厚生・文部・地方行政委員会による視察、調査が行われた。結果、現行法では取り締まれないとして、建築基準法や旅館業法の改正が進められた。また、委員会では鳩の街（墨田区）の業者が「赤線区域内は一軒や二軒建つても大目に見る場合が沢山ある、併し赤線から外へ出るということはいけない」と証言した。
1951年7月11日は、参議院文部委員会委員が三鷹駅北口付近に形成し始めた八丁歓楽街の現地調査を行っている。また1952年の衆議院行政監察特別委員会で人身売買事件が問題になり、3月4日には厚生事務次官が「赤線区域と申しまするものはないに越したことはないけれども、今日としてはやむを得ない」と証言し、黙認していることを認めた。
東京の場合、カフェーらしくするため、1階にはダンスホールやカウンターなどが造られた。働く女性（女給）は2階の部屋に間借りをしていたが、ここが営業場所も兼ねていた。女性たちは店頭に並び、道行く客に声をかけて店に誘っており、風紀上も目に余る状態になっていた。

### 赤線廃止
売春防止法（1956年制定）の完全施行を控え、1958年（昭和33年）1月29日に鳩の街などの赤線97軒が廃業。同年3月までに赤線内のカフェーなどは一斉に廃業した。
この時点の公認施設は全国で約3万9000軒、従業婦は約12万人であった。
その後、店舗はバーやスナック、トルコ風呂や料亭などの飲食店に転向するもの、旅館・ラブホテル・公衆浴場 ・アパート・下宿屋になるもの、密かに性風俗営業を続けるものなどさまざまであった。

## 赤線を題材とする作品

### 小説
- 『驟雨』（吉行淳之介、1954年）
- 『原色の街』（吉行淳之介、1956年）
- 『X橋付近』（高城高、1955年）
- 『青春の門』（五木寛之、1969年）
- 『赤線物語』（清水一行、1972年）

### 映画
- 『娘を売る街 赤線区域』（沢賢介監督、1953年）（外部リンク参照）
- 『赤線地帯』（溝口健二監督、1956年）
- 『洲崎パラダイス赤信号』（川島雄三監督、1956年）
- 『赤線の灯は消えず』（田中重雄監督、1958年）（外部リンク参照）
- 『赤線玉の井 ぬけられます』（神代辰巳監督、1974年）（原作：清水一行『赤線物語』[8]）（外部リンク参照）
- 『赤線最後の日　昭和33年3月31日』（白鳥信一監督、1974年）[9]
- 『赤線』（奥秀太郎監督、2004年）

### ゲーム
- 『赤線街路〜昭和33年の初雪〜』（2007年） - C-sideの18禁恋愛アドベンチャーゲーム。売春防止法施行直前の架空の赤線が舞台。

### 音楽
- 『赤線口』（レピッシュ）
- 『赤線イ』（レピッシュ）

### アンソロジー
- 『赤線本』 （渡辺豪編集、2020年、ISBN 9784781619224） - 文芸、ルポ・報道、紀行、対談、詩歌、マンガ、歌謡曲と、様々なジャンルの作品26篇を収録している[10]。

## 青線
特殊飲食店として営業するには当時の風俗営業法に基づく警察の許可が必要であったが、この許可を得ずに食品衛生法に基づく保健所からの飲食店営業許可を得ただけで特殊飲食店と同様の営業を行っていた地区を言う。